# Coccopygia melanotis
La estrilda ventrigualda meridional (Coccopygia melanotis) es una especie de ave paseriforme de la familia Estrildidae endémica del África Austral.

## Descripción
Mide entre 9-10 cm de longitud, tiene la cabeza y el pecho gris, el vientre de color amarillo pálido, el dorso y las alas de verde oliva, el obispillo y la cadera roja y la cola negra. La mandíbula superior es de color negro y la inferior roja. El macho tiene el rostro negro, pero la cara de la hembra es de color gris. Los juveniles son mucho más apagada que las hembras y tienen el pico de color negro.

## Hábitaty comportamiento
Normalmente se encuentra en tierras altas, en zonas de arbustos secos y hábitats forestales abiertos. Algunos ejemplares también se presentan en tierras bajas, y pueden verse en grandes jardines.
Esta especie es un ave común y por lo general domesticada, es vista en grupos pequeños, y no forma grandes bandadas. La llamada es un suave swee, swee.